# Семашкевич, Роман Матвеевич
Роман Матвеевич Семашкевич (1 октября 1900, Лебедево, Виленская губерния — 22 декабря 1937, Бутовский полигон, Московская область или Москва) — советский живописец и график, участник группы «13».

## Биография
Родился в крестьянской семье. Его отец работал садовником у пана и в то время уже выращивал в оранжерее орхидеи.
Учился в Белорусской гимназии Вильно (1921; директор Бронислав Тарашкевич), перед тем — в Белорусской учительской семинарии местечка Баруны (1920; директор Сымон Рак-Михайловский). Вступил в революционную организацию, вскоре раскрытую, и был вынужден уехать в СССР (1922). Учился живописи и рисунку в школе Мендзиблоцкого в Вильно, затем в Витебском художественном училище на скульптурном отделении. Завершил образование в Москве, в Высшем художественно-техническом институте, где его учителями были: Д. Кардовский, А. Древин, С. Герасимов.

## Творчество

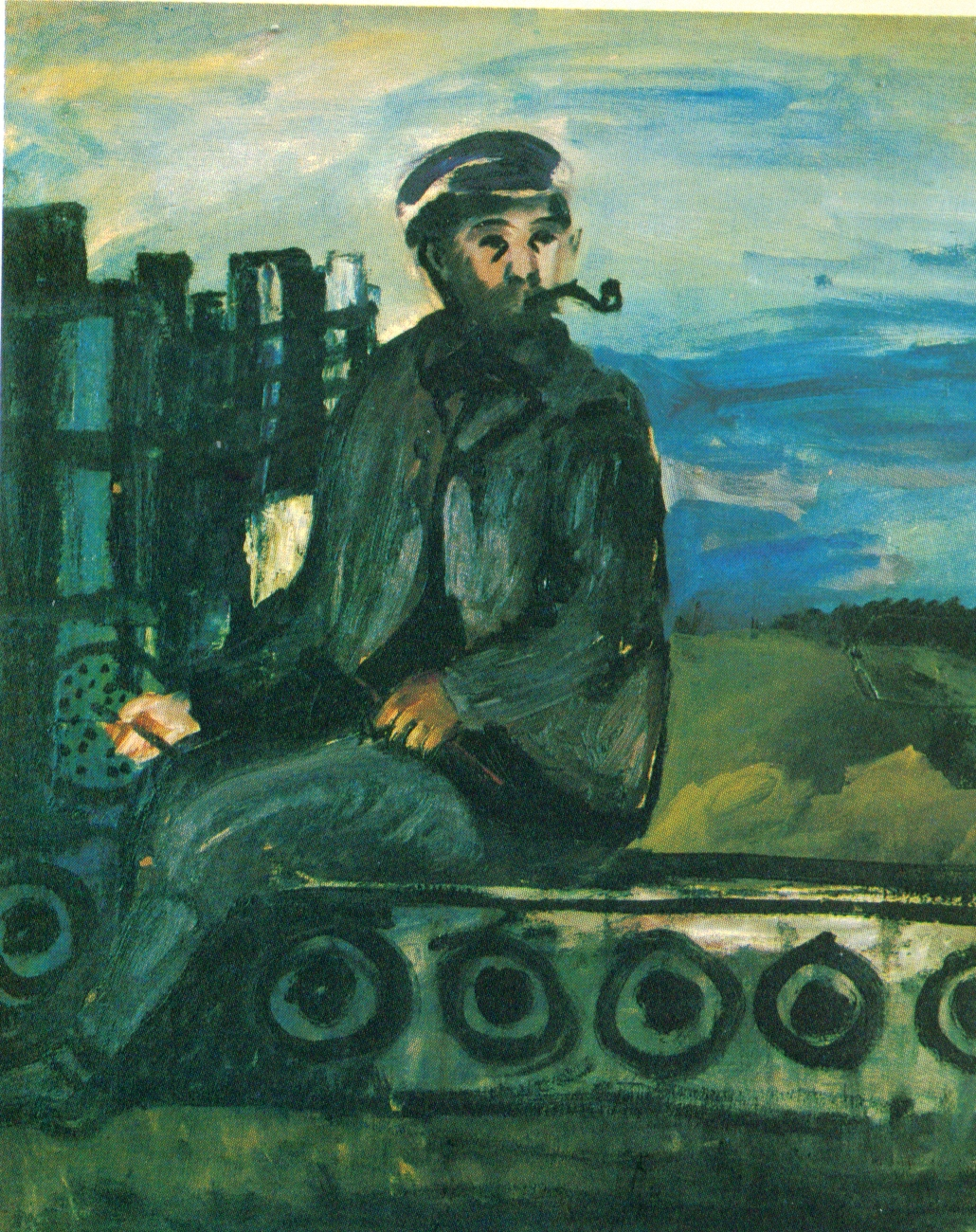
Р.Семашкевич. Мужская фигура. 1930

Писал портреты, пейзажи, сцены из городской жизни, жанровые композиции. Смелые и неожиданные цветовые решения, наивное восприятие и экспрессивность исполнения определили творческую манеру художника.
Искусство Романа Семашкевича высоко ценили его современники: Надежда Удальцова, Юрий Олеша, Илья Ильф, Татьяна Маврина, Николай Харджиев, Давид Штеренберг. Его полотна приобретали музеи и коллекционеры.
В 1930 году принял участие в выставке объединения «Всекохудожник». Его первая персональная выставка состоялась в Москве в 1931. В том же году картины Романа Семашкевича экспонировались на выставке группы «Тринадцать». С 1932 года член МОСХ. В 1932—1937 гг. — художник совершил творческие поездки на Урал, на Алтай, в Белоруссию.
2 ноября 1937 года арестован по сфабрикованному обвинению в «контрреволюционной агитации», осуждён «тройкой», и 22 декабря расстрелян.
Около 200 картин, находившиеся в мастерской художника были конфискованы сотрудниками НКВД. Эти произведения считаются утраченными.
Был посмертно реабилитирован в 1958 году.

## Память
В 1990 году в Москве состоялась первая посмертная выставка его работ.

## Известные произведения
- «Чайная» — в собрании Русского музея
- «Автодор», «Улица в Замоскворечье» — в собрании Третьяковской галереи

## Память
- 24 мая 2015 года в Москве на фасаде дома 17 по Вспольному переулку был установлен мемориальный знак «Последний адрес» Романа Матвеевича Семашкевича[3].